# Dysart (Iowa)
Pour les articles homonymes, voir Dysart (homonymie).
Dysart est une ville du comté de Tama, en Iowa, aux États-Unis. Elle est fondée en 1872 et incorporée le 30 mai 1881.

## Source de la traduction
- (en) Cet article est partiellement ou en totalité issu de l’article de Wikipédia en anglais intitulé « Dysart, Iowa » (voir la liste des auteurs).